# Außerordentliche Wahl zum Senat der Vereinigten Staaten in Kalifornien 2022
Die außerordentliche Wahl des Senatssitzes der Klasse III im US-Bundesstaat Kalifornien fand am 8. November 2022 statt.
Alex Padilla gewann die Wahl und ist damit einer von zwei Senatoren im Senat der Vereinigten Staaten für Kalifornien.

## Hintergrund
Kaliforniens Senatssitz der Klasse III wurde bei der Wahl des US-Senats 2016 von Kamala Harris gewonnen und ihr bis zum Jahr 2023 übertragen. Harris trat jedoch am 18. Januar 2021 als Senatorin zurück, um das Amt der Vizepräsidentin der Vereinigten Staaten übernehmen zu können.
Der demokratische Gouverneur Kaliforniens, Gavin Newsom, ernannte bis zur außerordentlichen Wahl eines Nachfolgers den Demokraten Alex Padilla zum Nachfolger im US-Senat. Padilla wurde am 20. Januar 2021 vereidigt.

## Ergebnis
Bei der Sonderwahl („special election“) am 8. November 2022 entfielen 60,9 % auf den demokratischen (kommissarischen) Amtsinhaber Alex Padilla, 39,1 % auf den republikanischen Herausforderer Mark Meuser.